# 杨同书
杨同书（1926年—2025年7月14日），男，吉林长春人，中国生物化学家，曾任白求恩医科大学研究员、博士生导师。